# Grzywna (jednostka miar)
Grzywna (łac. marca) – jednostka masy używana w średniowieczu w Polsce, Czechach i na Rusi oraz jednostka płatnicza. Jedna grzywna mennicza polska oznaczała masę około połowy funta karolińskiego (połowa 367 g - ok. 183,5 g; II poł. XI w.).
Rozróżniano grzywny:
| Nazwa                   | Masa (gram)                                                                                     |
| ----------------------- | ----------------------------------------------------------------------------------------------- |
| grzywna budajska        | 245,538                                                                                         |
| grzywna chełmińska      | 191,29                                                                                          |
| grzywna górnicza        | 189,34                                                                                          |
| grzywna hiszpańska      | 239,348                                                                                         |
| grzywna holenderska     | 246,083                                                                                         |
| grzywna kolońska        | 233,856                                                                                         |
| grzywna krakowska       | mennicza: 197,684 (XIV-1650), po 1650: 201,480 (lub 201,768), handlowa 198,885; 196,26 – 201,86 |
| grzywna królewska       | 221,48                                                                                          |
| grzywna morawska        | 280                                                                                             |
| grzywna nowogrodzka     | 204                                                                                             |
| grzywna paryska         | 244,753                                                                                         |
| grzywna mennicza polska | ok. 183,5 (II poł. XI w.); 197,684 (XIV-1650), po 1650 201,480 (lub 201,768)                    |
| grzywna portugalska     | 229,5                                                                                           |
| grzywna praska          | 253,14                                                                                          |
| grzywna wiedeńska       | 280,644 / 280,688                                                                               |

Grzywny były używane również w charakterze jednostek monetarnych. W niektórych krajach Europy zachodniej pod nazwą "marka".
Grzywna mennicza krakowska w XIV i XV w. reprezentowała grzywnę menniczą polską.
- 1 grzywna mennicza polska = 4 wiardunki = 24 skojce = 240 denarów[7]:
  - 240 = 480 oboli (II poł. XI w.)[4]
  - 576 (początek XIV w., ok. 1326)[8]
  - 768 (do 1398)
  - 864 (od 1398 do 1506)
- 1 grzywna pruska (ok. 195 g) = 60 szelągów = 720 fenigów (1233 r.)[9]
- 1 grzywna mennicza polska = 48 groszy praskich (przełom XIII/XIV w.)[10]
- 1 grzywna praska = 60 groszy praskich (przełom XIII/XIV w.)[10].

Istniały też grzywny żelazne, jak grzywna siekieropodobna czy grzywna grotopodobna, funkcjonujące jako płacidło, czyli pieniądz przedmiotowy.